# Capri Chasma
Capri Chasma és una estructura geològica del tipus chasma a la superfície de Mart, situada amb el sistema de coordenades planetocèntriques a -1.87 ° de latitud N i 325.5 ° de longitud E. Fa 1.471,56 km de diàmetre. El nom va ser fet oficial per la UAI l'any 1973 i pren el nom d'una característica d'albedo.